# Tarce (wieś w województwie wielkopolskim)
Tarce – średniej wielkości wieś sołecka w Polsce położona w województwie wielkopolskim, w powiecie jarocińskim, w gminie Jarocin. W latach 1975–1998 miejscowość administracyjnie należała do województwa kaliskiego.

## Pałac

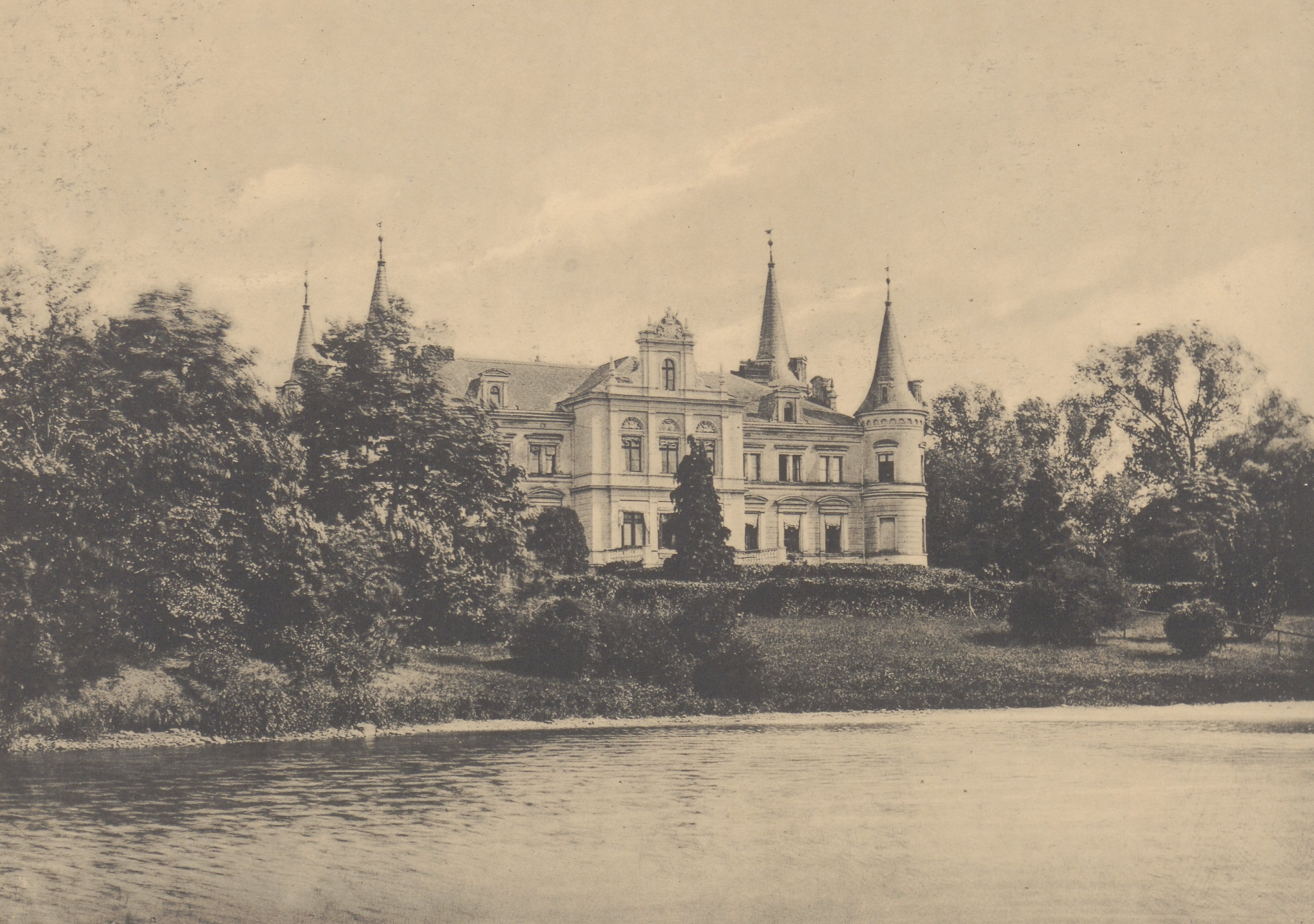
Widok pałacu przed 1912

We wsi znajduje się pałac wzniesiony w 1871 r. przez Stanisława Hebanowskiego dla Stanisława Gorzeńskiego. W latach 1898–1926 właścicielem pałacu był oficer powstania wielkopolskiego - Zbigniew Ostroróg-Gorzeński. Od 1948 do 1974 siedziba szkoły rolniczej. Obecnie hotel. Pałac od frontu posiada ryzalit z głównym wejściem umieszczonym pod portykiem. W ryzalicie nad środkowym oknem pierwszego piętra kartusz z herbami Węsierski Elżbiety Węsierskiej  (po lewej) oraz  Nałęcz jej męża Stanisława Gorzeńskiego (po prawej). Natomiast w jego zwieńczeniu fronton z herbem Nałęcz Zbigniewa Ostroróg-Gorzeńskiego.

## Szkoła
Od 1948 roku działała w Tarcach szkoła rolnicza. Początkowo funkcjonowała ona w pałacu przejętym przez państwo po rodzinie Gorzeńskich, po II wojnie światowej  a od 1974 roku w oddzielnym budynku wzniesionym obok pałacu, przy drodze wojewódzkiej 443. Obecnie jest to szkoła prowadzona przez Powiat Jarociński o nazwie Zespół Szkół Przyrodniczo - Biznesowych im. Jadwigi Dziubińskiej w Tarcach. Do szkoły uczęszcza około 400 uczniów technikum i około 400 słuchaczy szkół dla dorosłych (liceum i szkoła policealna).
Oprócz pałacu i szkoły ponadpodstawowej (ZSP-B) w Tarcach znajduje się leśniczówka należąca do Nadleśnictwa Jarocin i przyległy do niej duży kompleks leśny z malowniczymi stawami, szałasem i ścieżką edukacyjną. Przez Tarce biegnie lokalny, zielony szlak turystyczny.

## Linki zewnętrzne

Nałęcz Zbigniewa Ostroróg-Gorzeńskiego

Herb Węsierski Elżbiety Węsierskiej